# Campodipietra
Campodipietra är en ort och kommun i provinsen Campobasso i regionen Molise i Italien. Kommunen hade 2 472 invånare (2018).